# Campeonato Argentino Juvenil 2017
El Campeonato Argentino Juvenil de 2017 fue un torneo para los seleccionados juveniles de las uniones regionales afiliadas a la Unión Argentina de Rugby. Las primeras dos divisiones del torneo, la Zona Campeonato y la Zona Ascenso, se disputaron en la categoría M18 y se llevaron a cabo entre el 1 de marzo y el 8 de abril de 2017. La tercera división del torneo, la Zona Desarrollo (Súper 9), se disputó en la categoría M17 y se llevó a cabo el 3 y 5 de noviembre en Córdoba.
La sede elegida para la etapa "concentrada" del torneo (tercera fecha, semifinales y finales) fue Córdoba. Bajo la organización de la Unión Cordobesa de Rugby, las sedes elegidas fueron Club Palermo Bajo (tercera fecha), Jockey Club de Córdoba (semifinales) y Córdoba Athletic Club (finales).
La Unión de Rugby de Tucumán se quedó con el campeonato al derrotar 21-13 en la final a la Unión de Rugby de Buenos Aires en las instalaciones del Córdoba Athletic Club. Esta edición también se destacó por el descenso de los anfitriones, la Unión Cordobesa de Rugby, que ganaron dos partidos en fase de grupos pero fueron eliminados por diferencia de puntos y luego cayeron en el partido definitorio con la Unión Santafesina de Rugby.

## Equipos participantes
Participaron de esta edición veinticinco equipos: ocho en la Zona Campeonato, ocho en la Zona Ascenso y nueve en la Zona Desarrollo (Súper 9).
| División                            | Equipo              | Unión                                                |
| ----------------------------------- | ------------------- | ---------------------------------------------------- |
| Zona Campeonato 8 equipos           | Buenos Aires        | Unión de Rugby de Buenos Aires                       |
| Zona Campeonato 8 equipos           | Córdoba             | Unión Cordobesa de Rugby                             |
| Zona Campeonato 8 equipos           | Cuyo                | Unión de Rugby de Cuyo                               |
| Zona Campeonato 8 equipos           | Mar del Plata       | Unión de Rugby de Mar del Plata                      |
| Zona Campeonato 8 equipos           | Rosario             | Unión de Rugby de Rosario                            |
| Zona Campeonato 8 equipos           | Salta               | Unión de Rugby de Salta                              |
| Zona Campeonato 8 equipos           | Santa Fe            | Unión Santafesina de Rugby                           |
| Zona Campeonato 8 equipos           | Tucumán             | Unión de Rugby de Tucumán                            |
| Zona Ascenso 8 equipos              | Alto Valle          | Unión de Rugby del Alto Valle de Río Negro y Neuquén |
| Zona Ascenso 8 equipos              | Austral             | Unión de Rugby Austral                               |
| Zona Ascenso 8 equipos              | Entre Ríos          | Unión Entrerriana de Rugby                           |
| Zona Ascenso 8 equipos              | Nordeste            | Unión de Rugby del Nordeste                          |
| Zona Ascenso 8 equipos              | Oeste               | Unión de Rugby del Oeste de Buenos Aires             |
| Zona Ascenso 8 equipos              | San Juan            | Unión Sanjuanina de Rugby                            |
| Zona Ascenso 8 equipos              | Santiago del Estero | Unión Santiagueña de Rugby                           |
| Zona Ascenso 8 equipos              | Sur                 | Unión de Rugby del Sur                               |
| Súper 9 (Zona Desarrollo) 9 equipos | Andina              | Unión Andina de Rugby                                |
| Súper 9 (Zona Desarrollo) 9 equipos | Chubut              | Unión de Rugby del Valle del Chubut                  |
| Súper 9 (Zona Desarrollo) 9 equipos | Formosa             | Unión de Rugby de Formosa                            |
| Súper 9 (Zona Desarrollo) 9 equipos | Jujuy               | Unión Jujeña de Rugby                                |
| Súper 9 (Zona Desarrollo) 9 equipos | Lagos del Sur       | Unión de Rugby de los Lagos del Sur                  |
| Súper 9 (Zona Desarrollo) 9 equipos | Misiones            | Unión de Rugby de Misiones                           |
| Súper 9 (Zona Desarrollo) 9 equipos | Santa Cruz          | Unión Santacruceña de Rugby                          |
| Súper 9 (Zona Desarrollo) 9 equipos | San Luis            | Unión de Rugby San Luis                              |
| Súper 9 (Zona Desarrollo) 9 equipos | Tierra del Fuego    | Unión de Rugby de Tierra del Fuego                   |

## Zona Campeonato

### Zona 1
| Pos. | Equipos      | Partidos | Partidos | Partidos | Tantos | Tantos | Tantos | Pts. |
| Pos. | Equipos      | G        | E        | P        | PF     | PC     | DP     | Pts. |
| ---- | ------------ | -------- | -------- | -------- | ------ | ------ | ------ | ---- |
| 1.°  | Tucumán      | 2        | 0        | 1        | 109    | 49     | +60    | 10   |
| 2.°  | Buenos Aires | 2        | 0        | 1        | 109    | 42     | +67    |      |
| 3.°  | Córdoba      | 2        | 0        | 1        | 71     | 63     | +8     |      |
| 4.°  | Santa Fe     | 0        | 0        | 3        | 22     | 157    | -135   | 0    |

|  | Clasifica a Semifinales (1.° al 4.° puesto) |
|  | Clasifica a Semifinales (5.° al 8.° puesto) |

| 11 de marzo | Córdoba | 20 - 15                 | Tucumán | Córdoba Rugby Club, Córdoba         |                                     |
|             |         | Reporte p.25-26 Reporte |         | Árbitro(s): Agustín Monje (Rosario) | Árbitro(s): Agustín Monje (Rosario) |

| 11 de marzo | Santa Fe | 0 - 54                  | Buenos Aires | CRAR, Rafaela                            |                                          |
|             |          | Reporte p.25-26 Reporte |              | Árbitro(s): Francisco González (Uruguay) | Árbitro(s): Francisco González (Uruguay) |

| 18 de marzo | Buenos Aires | 38 - 20                 | Córdoba | Asociación Alumni, Tortuguitas |  |
|             |              | Reporte p.25-26 Reporte |         |                                |  |

| 18 de marzo | Tucumán | 72 - 12                 | Santa Fe | Natación y Gimnasia, Tucumán            |                                         |
|             |         | Reporte p.25-26 Reporte |          | Árbitro(s): Juan Manuel López (Córdoba) | Árbitro(s): Juan Manuel López (Córdoba) |

| 2 de abril | Buenos Aires | 17 - 22                 | Tucumán | Club Palermo Bajo, Córdoba           |                                      |
|            |              | Reporte p.25-26 Reporte |         | Árbitro(s): Martín Pettina (Córdoba) | Árbitro(s): Martín Pettina (Córdoba) |

| 2 de abril | Córdoba | 31 - 10                 | Santa Fe | Club Palermo Bajo, Córdoba |  |
|            |         | Reporte p.25-26 Reporte |          |                            |  |

### Zona 2
| Pos. | Equipos       | Partidos | Partidos | Partidos | Tantos | Tantos | Tantos | Pts. |
| Pos. | Equipos       | G        | E        | P        | PF     | PC     | DP     | Pts. |
| ---- | ------------- | -------- | -------- | -------- | ------ | ------ | ------ | ---- |
| 1.°  | Rosario       | 2        | 0        | 1        | 68     | 44     | +24    |      |
| 2.°  | Mar del Plata | 2        | 0        | 1        | 93     | 69     | +24    |      |
| 3.°  | Cuyo          | 1        | 0        | 2        | 65     | 77     | -12    |      |
| 4.°  | Salta         | 1        | 0        | 2        | 37     | 73     | -36    | 4    |

|  | Clasifica a Semifinales (1.° al 4.° puesto) |
|  | Clasifica a Semifinales (5.° al 8.° puesto) |

| 11 de marzo | Rosario | 33 - 11                 | Mar del Plata | Club Los Caranchos, Rosario        |                                    |
|             |         | Reporte p.25-26 Reporte |               | Árbitro(s): Sebastián Gijón (Cuyo) | Árbitro(s): Sebastián Gijón (Cuyo) |

| 11 de marzo | Salta | 19 - 14 | Cuyo | Tigres Rugby Club, Salta                |                                         |
|             |       | Reporte |      | Árbitro(s): Juan Manuel López (Córdoba) | Árbitro(s): Juan Manuel López (Córdoba) |

| 18 de marzo | Cuyo | 30 - 13                 | Rosario | Mendoza Rugby Club, Bermejo                        |                                                    |
|             |      | Reporte p.25-26 Reporte |         | Árbitro(s): Fabriccio Campos (Santiago del Estero) | Árbitro(s): Fabriccio Campos (Santiago del Estero) |

| 18 de marzo | Mar del Plata | 37 - 15                 | Salta | Comercial Rugby Club, Mar del Plata |  |
|             |               | Reporte p.25-26 Reporte |       |                                     |  |

| 2 de abril | Cuyo | 21 - 45                 | Mar del Plata | Club Palermo Bajo, Córdoba |  |
|            |      | Reporte p.25-26 Reporte |               |                            |  |

| 2 de abril | Rosario | 22 - 3                  | Salta | Club Palermo Bajo, Córdoba |  |
|            |         | p.25-26 Reporte Reporte |       |                            |  |

### Fase final
|  | Semifinales   | Semifinales   | Semifinales  |              |         | Final            | Final            | Final            |  |
|  |               |               |              |              |         |                  |                  |                  |  |
|  |               |               |              |              |         |                  |                  |                  |  |
|  | Tucumán       | Tucumán       | 32           |              |         |                  |                  |                  |  |
|  | Tucumán       | Tucumán       | 32           |              |         |                  |                  |                  |  |
|  | Mar del Plata | Mar del Plata | 27           |              |         |                  |                  |                  |  |
|  | Mar del Plata | Mar del Plata | 27           |              | Tucumán | Tucumán          | 21               |                  |  |
|  |               |               |              |              | Tucumán | Tucumán          | 21               |                  |  |
|  |               |               | Buenos Aires | Buenos Aires | 13      |                  |                  |                  |  |
|  | Rosario       | Rosario       | Buenos Aires | Buenos Aires | 13      | 8                |                  |                  |  |
|  | Rosario       | Rosario       |              |              |         | 8                |                  |                  |  |
|  | Buenos Aires  | Buenos Aires  | 25           |              |         | Final 3.° puesto | Final 3.° puesto | Final 3.° puesto |  |
|  | Buenos Aires  | Buenos Aires  | 25           |              |         | Final 3.° puesto | Final 3.° puesto | Final 3.° puesto |  |
|  |               |               |              |              |         |                  |                  |                  |  |
|  |               |               |              |              |         | Mar del Plata    | Mar del Plata    | 48               |  |
|  |               |               |              |              |         | Mar del Plata    | Mar del Plata    | 48               |  |
|  |               |               |              |              |         | Rosario          | Rosario          | 34               |  |
|  |               |               |              |              |         | Rosario          | Rosario          | 34               |  |
|  |               |               |              |              |         |                  |                  |                  |  |

|  | Semifinales (5.° al 8.° puesto) | Semifinales (5.° al 8.° puesto) | Semifinales (5.° al 8.° puesto) |      |       | Final 5.° puesto | Final 5.° puesto | Final 5.° puesto |  |
|  |                                 |                                 |                                 |      |       |                  |                  |                  |  |
|  |                                 |                                 |                                 |      |       |                  |                  |                  |  |
|  | Córdoba                         | Córdoba                         | 17                              |      |       |                  |                  |                  |  |
|  | Córdoba                         | Córdoba                         | 17                              |      |       |                  |                  |                  |  |
|  | Salta                           | Salta                           | 23                              |      |       |                  |                  |                  |  |
|  | Salta                           | Salta                           | 23                              |      | Salta | Salta            | 10               |                  |  |
|  |                                 |                                 |                                 |      | Salta | Salta            | 10               |                  |  |
|  |                                 |                                 | Cuyo                            | Cuyo | 22    |                  |                  |                  |  |
|  | Cuyo                            | Cuyo                            | Cuyo                            | Cuyo | 22    | 30               |                  |                  |  |
|  | Cuyo                            | Cuyo                            |                                 |      |       | 30               |                  |                  |  |
|  | Santa Fe                        | Santa Fe                        | 23                              |      |       | Final Descenso   | Final Descenso   | Final Descenso   |  |
|  | Santa Fe                        | Santa Fe                        | 23                              |      |       | Final Descenso   | Final Descenso   | Final Descenso   |  |
|  |                                 |                                 |                                 |      |       |                  |                  |                  |  |
|  |                                 |                                 |                                 |      |       | Córdoba          | Córdoba          | 25               |  |
|  |                                 |                                 |                                 |      |       | Córdoba          | Córdoba          | 25               |  |
|  |                                 |                                 |                                 |      |       | Santa Fe         | Santa Fe         | 30               |  |
|  |                                 |                                 |                                 |      |       | Santa Fe         | Santa Fe         | 30               |  |
|  |                                 |                                 |                                 |      |       |                  |                  |                  |  |

Semifinales (1.° al 4.° puesto)
| 5 de abril | Tucumán | 32 - 27                 | Mar del Plata | Jockey Club (C), Córdoba                        |                                                 |
|            |         | Reporte p.25-26 Reporte |               | Árbitro(s): Juan Pablo Federico (Mar del Plata) | Árbitro(s): Juan Pablo Federico (Mar del Plata) |

| 5 de abril | Rosario | 8 - 25                  | Buenos Aires | Jockey Club (C), Córdoba |  |
|            |         | Reporte p.25-26 Reporte |              |                          |  |

Semifinales (5.° al 8.° puesto)
| 5 de abril | Córdoba | 17 - 23                 | Salta | Jockey Club (C), Córdoba            |                                     |
|            |         | Reporte p.25-26 Reporte |       | Árbitro(s): Agustín Monje (Rosario) | Árbitro(s): Agustín Monje (Rosario) |

| 5 de abril | Cuyo | 30 - 23         | Santa Fe | Jockey Club (C), Córdoba |  |
|            |      | p.25-26 Reporte |          |                          |  |

Final
| 8 de abril | Tucumán | 21 - 13         | Buenos Aires | Córdoba Athletic Club, Córdoba |  |
|            |         | p.25-26 Reporte |              |                                |  |

Final 3.° puesto
| 8 de abril | Mar del Plata | 48 - 34                 | Rosario | Córdoba Athletic Club, Córdoba          |                                         |
|            |               | Reporte p.25-26 Reporte |         | Árbitro(s): Juan Manuel Martínez (Cuyo) | Árbitro(s): Juan Manuel Martínez (Cuyo) |

Final 5.° puesto
| 8 de abril | Salta | 10 - 22                 | Cuyo | Córdoba Athletic Club, Córdoba |  |
|            |       | Reporte p.25-26 Reporte |      |                                |  |

Final Descenso
| 8 de abril | Córdoba | 25 - 30                 | Santa Fe | Córdoba Athletic Club, Córdoba                |                                               |
|            |         | Reporte p.25-26 Reporte |          | Árbitro(s): Juan Manuel Aleman (Buenos Aires) | Árbitro(s): Juan Manuel Aleman (Buenos Aires) |

| Bandera de la Provincia de Tucumán |
| Tucumán Campeón                    |

## Zona Ascenso

### Zona 3
| Pos. | Equipos             | Partidos | Partidos | Partidos | Tantos | Tantos | Tantos | Pts. |
| Pos. | Equipos             | G        | E        | P        | PF     | PC     | DP     | Pts. |
| ---- | ------------------- | -------- | -------- | -------- | ------ | ------ | ------ | ---- |
| 1.°  | Santiago del Estero | 3        | 0        | 0        | 92     | 64     | +28    | 12   |
| 2.°  | Austral             | 1        | 0        | 2        | 54     | 66     | -12    | 6    |
| 3.°  | Oeste               | 1        | 0        | 2        | 77     | 84     | -7     |      |
| 4.°  | Nordeste            | 1        | 0        | 2        | 74     | 83     | -9     | 5    |

|  | Clasifica a Semifinales (9.° al 12.° puesto)  |
|  | Clasifica a Semifinales (13.° al 16.° puesto) |

| 11 de marzo | Oeste | 41 - 27 | Nordeste | Club Los Miuras, Junín              |                                     |
|             |       | Reporte |          | Árbitro(s): Leónidas Díez (Rosario) | Árbitro(s): Leónidas Díez (Rosario) |

| 11 de marzo | Austral | 20 - 27                 | Santiago del Estero | Calafate Rugby Club, Comodoro Rivadavia |                                  |
|             |         | Reporte p.25-26 Reporte |                     | Árbitro(s): Joaquín Lobato (Sur)        | Árbitro(s): Joaquín Lobato (Sur) |

| 18 de marzo | Santiago del Estero | 42 - 23                 | Oeste | Old Lions RC, Santiago del Estero |  |
|             |                     | Reporte p.25-26 Reporte |       |                                   |  |

| 18 de marzo | Nordeste | 26 - 19 | Austral | CURNE, Resistencia |  |
|             |          | Reporte |         |                    |  |

| 2 de abril | Santiago del Estero | 23 - 21 | Nordeste | Club Palermo Bajo, Córdoba |  |
|            |                     | Reporte |          |                            |  |

| 2 de abril | Oeste | 13 - 15         | Austral | Club Palermo Bajo, Córdoba |  |
|            |       | p.25-26 Reporte |         |                            |  |

### Zona 4
| Pos. | Equipos    | Partidos | Partidos | Partidos | Tantos | Tantos | Tantos | Pts. |
| Pos. | Equipos    | G        | E        | P        | PF     | PC     | DP     | Pts. |
| ---- | ---------- | -------- | -------- | -------- | ------ | ------ | ------ | ---- |
| 1.°  | Entre Ríos | 3        | 0        | 0        | 103    | 38     | +65    |      |
| 2.°  | San Juan   | 2        | 0        | 1        | 62     | 65     | -3     | 9    |
| 3.°  | Sur        | 1        | 0        | 2        | 61     | 98     | -37    |      |
| 4.°  | Alto Valle | 0        | 0        | 3        | 37     | 62     | -25    | 2    |

|  | Clasifica a Semifinales (9.° al 12.° puesto)  |
|  | Clasifica a Semifinales (13.° al 16.° puesto) |

| 11 de marzo | Sur | 24 - 22 | Alto Valle | Sociedad Sportiva, Bahía Blanca           |                                           |
|             |     | Reporte |            | Árbitro(s): Sebastián Martínez (Nordeste) | Árbitro(s): Sebastián Martínez (Nordeste) |

| 11 de marzo | Entre Ríos | 39 - 12 | San Juan | CA Estudiantes, Paraná             |                                    |
|             |            | Reporte |          | Árbitro(s): Juan Mambún (Misiones) | Árbitro(s): Juan Mambún (Misiones) |

| 18 de marzo | San Juan | 40 - 21                 | Sur | Huazihul SJRC, Rivadavia           |                                    |
|             |          | Reporte p.25-26 Reporte |     | Árbitro(s): Sebastián Gijón (Cuyo) | Árbitro(s): Sebastián Gijón (Cuyo) |

| 18 de marzo | Alto Valle | 10 - 28                 | Entre Ríos | Roca Rugby Club, General Roca         |                                       |
|             |            | p.25-26 Reporte Reporte |            | Árbitro(s): Iñaki Barraguirre (Salta) | Árbitro(s): Iñaki Barraguirre (Salta) |

| 2 de abril | San Juan | 10 - 5                  | Alto Valle | Club Palermo Bajo, Córdoba |  |
|            |          | Reporte p.25-26 Reporte |            |                            |  |

| 2 de abril | Sur | 16 - 36         | Entre Ríos | Club Palermo Bajo, Córdoba |  |
|            |     | p.25-26 Reporte |            |                            |  |

### Fase final
|  | Semifinales Ascenso | Semifinales Ascenso | Semifinales Ascenso |            |                     | Final Ascenso       | Final Ascenso     | Final Ascenso     |  |
|  | 5 de abril          | 5 de abril          | 5 de abril          |            |                     | 8 de abril          | 8 de abril        | 8 de abril        |  |
|  |                     |                     |                     |            |                     |                     |                   |                   |  |
|  |                     |                     |                     |            |                     |                     |                   |                   |  |
|  | Santiago del Estero | Santiago del Estero | 27                  |            |                     |                     |                   |                   |  |
|  | Santiago del Estero | Santiago del Estero | 27                  |            |                     |                     |                   |                   |  |
|  | San Juan            | San Juan            | 19                  |            |                     |                     |                   |                   |  |
|  | San Juan            | San Juan            | 19                  |            | Santiago del Estero | Santiago del Estero | 16                |                   |  |
|  |                     |                     |                     |            | Santiago del Estero | Santiago del Estero | 16                |                   |  |
|  |                     |                     | Entre Ríos          | Entre Ríos | 7                   |                     |                   |                   |  |
|  | Entre Ríos          | Entre Ríos          | Entre Ríos          | Entre Ríos | 7                   | 22                  |                   |                   |  |
|  | Entre Ríos          | Entre Ríos          |                     |            |                     | 22                  |                   |                   |  |
|  | Austral             | Austral             | 15                  |            |                     | Final 11.° puesto   | Final 11.° puesto | Final 11.° puesto |  |
|  | Austral             | Austral             | 15                  |            |                     | Final 11.° puesto   | Final 11.° puesto | Final 11.° puesto |  |
|  |                     |                     |                     |            |                     |                     |                   |                   |  |
|  |                     |                     |                     |            |                     | San Juan            | San Juan          | 10                |  |
|  |                     |                     |                     |            |                     | San Juan            | San Juan          | 10                |  |
|  |                     |                     |                     |            |                     | Austral             | Austral           | 10                |  |
|  |                     |                     |                     |            |                     | Austral             | Austral           | 10                |  |
|  |                     |                     |                     |            |                     |                     |                   |                   |  |

|  | Semifinales (13.° al 16.° puesto) | Semifinales (13.° al 16.° puesto) | Semifinales (13.° al 16.° puesto) |          |       | Final 13.° puesto | Final 13.° puesto | Final 13.° puesto |  |
|  |                                   |                                   |                                   |          |       |                   |                   |                   |  |
|  |                                   |                                   |                                   |          |       |                   |                   |                   |  |
|  | Oeste                             | Oeste                             | 31                                |          |       |                   |                   |                   |  |
|  | Oeste                             | Oeste                             | 31                                |          |       |                   |                   |                   |  |
|  | Alto Valle                        | Alto Valle                        | 18                                |          |       |                   |                   |                   |  |
|  | Alto Valle                        | Alto Valle                        | 18                                |          | Oeste | Oeste             | 18                |                   |  |
|  |                                   |                                   |                                   |          | Oeste | Oeste             | 18                |                   |  |
|  |                                   |                                   | Nordeste                          | Nordeste | 25    |                   |                   |                   |  |
|  | Sur                               | Sur                               | Nordeste                          | Nordeste | 25    | 6                 |                   |                   |  |
|  | Sur                               | Sur                               |                                   |          |       | 6                 |                   |                   |  |
|  | Nordeste                          | Nordeste                          | 24                                |          |       | Final Descenso    | Final Descenso    | Final Descenso    |  |
|  | Nordeste                          | Nordeste                          | 24                                |          |       | Final Descenso    | Final Descenso    | Final Descenso    |  |
|  |                                   |                                   |                                   |          |       |                   |                   |                   |  |
|  |                                   |                                   |                                   |          |       | Alto Valle        | Alto Valle        | 14                |  |
|  |                                   |                                   |                                   |          |       | Alto Valle        | Alto Valle        | 14                |  |
|  |                                   |                                   |                                   |          |       | Sur               | Sur               | 24                |  |
|  |                                   |                                   |                                   |          |       | Sur               | Sur               | 24                |  |
|  |                                   |                                   |                                   |          |       |                   |                   |                   |  |

Semifinales (9.° al 12.° puesto)
| 5 de abril | Santiago del Estero | 27 - 19                 | San Juan | Jockey Club (C), Córdoba |  |
|            |                     | Reporte p.25-26 Reporte |          |                          |  |

| 5 de abril | Entre Ríos | 22 - 15                 | Austral | Jockey Club (C), Córdoba |  |
|            |            | Reporte p.25-26 Reporte |         |                          |  |

Semifinales (13.° al 16.° puesto)
| 5 de abril | Oeste | 31 - 18         | Alto Valle | Jockey Club (C), Córdoba |  |
|            |       | p.25-26 Reporte |            |                          |  |

| 5 de abril | Sur | 6 - 24                  | Nordeste | Jockey Club (C), Córdoba |  |
|            |     | Reporte p.25-26 Reporte |          |                          |  |

Final Ascenso
| 8 de abril | Santiago del Estero | 16 - 7                  | Entre Ríos | Córdoba Athletic Club, Córdoba |  |
|            |                     | Reporte p.25-26 Reporte |            |                                |  |

Final 11.° puesto
| 8 de abril | San Juan | 10 - 10 | Austral | Córdoba Athletic Club, Córdoba |  |
| |          | Reporte |         |                                |  |
| San Juan ganó por criterio de desempate (haber marcado el primer try del partido o tener menos tarjetas amarillas). |          |         |         |                                |  |

Final 13.° puesto
| 8 de abril | Oeste | 18 - 25                 | Nordeste | Córdoba Athletic Club, Córdoba |  |
|            |       | Reporte p.25-26 Reporte |          |                                |  |

Final Descenso
| 8 de abril | Alto Valle | 14 - 24         | Sur | Córdoba Athletic Club, Córdoba |  |
|            |            | p.25-26 Reporte |     |                                |  |

| Bandera de la Provincia de Santiago del Estero |
| Santiago del Estero Campeón Zona Ascenso       |

## Zona Desarrollo (Súper 9)
El Súper 9 de juveniles fue ganado por la Unión de Rugby del Valle del Chubut que se quedó con la Copa de Oro por diferencia de puntos, clasificando a la Zona Ascenso del Campeonato Argentino Juvenil 2018 de forma directa.
| 1.° | Chubut           | 3 | 0 | 1 | 92  | 19  | +73  |
| 2.° | Andina           | 2 | 1 | 1 | 54  | 36  | +18  |
| 3.° | Misiones         | 3 | 0 | 1 | 127 | 51  | +76  |
| 4.° | Jujuy            | 3 | 0 | 1 | 54  | 48  | +6   |
| 5.° | Lagos del Sur    | 2 | 0 | 2 | 53  | 80  | -27  |
| 6.° | Formosa          | 1 | 0 | 3 | 80  | 58  | +22  |
| 7.° | Tierra del Fuego | 2 | 1 | 1 | 138 | 48  | +90  |
| 8.° | San Luis         | 1 | 0 | 3 | 36  | 103 | -67  |
| 9.° | Santa Cruz       | 0 | 0 | 4 | 5   | 196 | -191 |

|  | Campeón Copa de Oro y asciende a Zona Ascenso 2018. |
|  | Campeón Copa de Plata.                              |
|  | Campeón Copa de Bronce.                             |

| Bandera de la Provincia del Chubut |
| Chubut Campeón Súper 9 Juvenil     |
| Tercer título                      |